# Яузяк
Яузя́к (рос. Яузяк) — присілок у складі Абатського району Тюменської області, Росія.
Населення — 122 особи (2010, 162 у 2002).
Національний склад станом на 2002 рік:
- росіяни — 93 %